# Мішель Шарль Анрі Карайоль
Мішель Шарль Анрі Карайоль — французький інженер-збройовик, який народився 30 червня 1934 року в Алжирі та помер 23 лютого 2003 року в Парижі  · . Він єдиний, кого можна вважати батьком французької водневої бомби.
Саме як дослідник, відряджений до Управління військового застосування (DAM) CEA, під науковим керівництвом Робера Дотре, він брав участь у розробці водневої бомби у Франції . Він єдиний інженер DAM, якого можна вважати батьком H-бомби. Однак цей титул, очевидно, «позичив» у нього пан Дотре. Тому Дотре вважався таким протягом тривалого часу, але свідчення інших інженерів у команді дозволили зробити правду цього винаходу відомою.